# Rondo Toruńskie w Bydgoszczy
Rondo Toruńskie – rondo w Bydgoszczy, gdzie przebiega granica Babiej Wsi, Kapuścisk i Wyżyn.
Położone jest na styku ulic:
od północy: Aleja Kardynała Wyszyńskiego
od południa: Aleja Jana Pawła II
od wschodu i zachodu: ulica Toruńska

## Otoczenie
W pobliżu znajduje się:
- Hala sportowo-widowiskowa Łuczniczka
- Kościół św. Józefa